# Преимущественные ветры

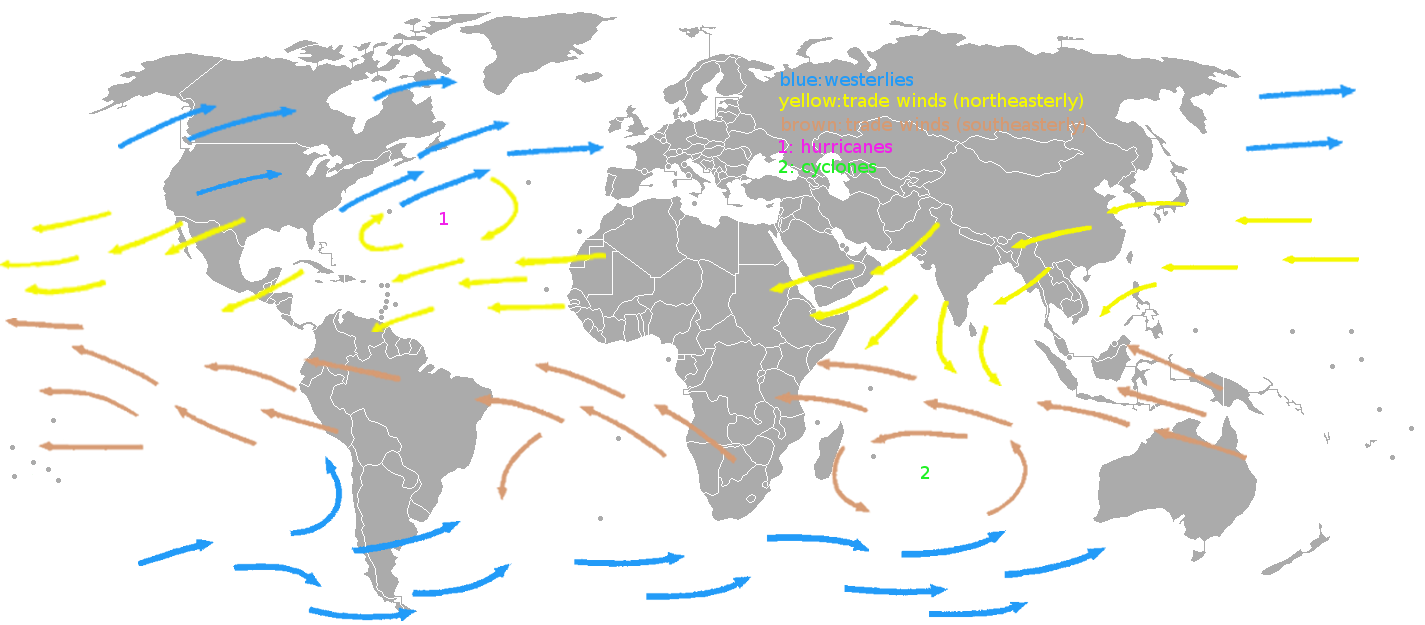
Карта пассатов и западных ветров умеренного пояса

Преимущественные ветры — ветры, которые дуют преимущественно в одном направлении над конкретной точкой земной поверхности. Являются частью глобальной картины циркуляции воздуха в атмосфере Земли, включая пассаты, муссоны, западные ветры умеренного пояса и восточные ветры полярных районов. В районах, где глобальные ветры слабы, преимущественные ветры определяются направлениями бриза и другими локальными факторами. Кроме того, глобальные ветры могут отклоняться от типовых направлений в зависимости от наличия препятствий.
Для определения направления преимущественного ветра используется роза ветров. Знание направления ветра позволяет разрабатывать план защиты сельхозугодий от эрозии почв.
Песчаные дюны в прибрежных и пустынных местах могут ориентироваться вдоль либо перпендикулярно направлению постоянного ветра. Насекомые дрейфуют по ветру, а птицы летают независимо от преобладающего ветра. Преобладающие ветры в гористых местностях могут привести к значительной разнице в осадках на наветренных (влажных) и подветренных (сухих) склонах.

## Определение на месте
Основная статья: Роза ветров

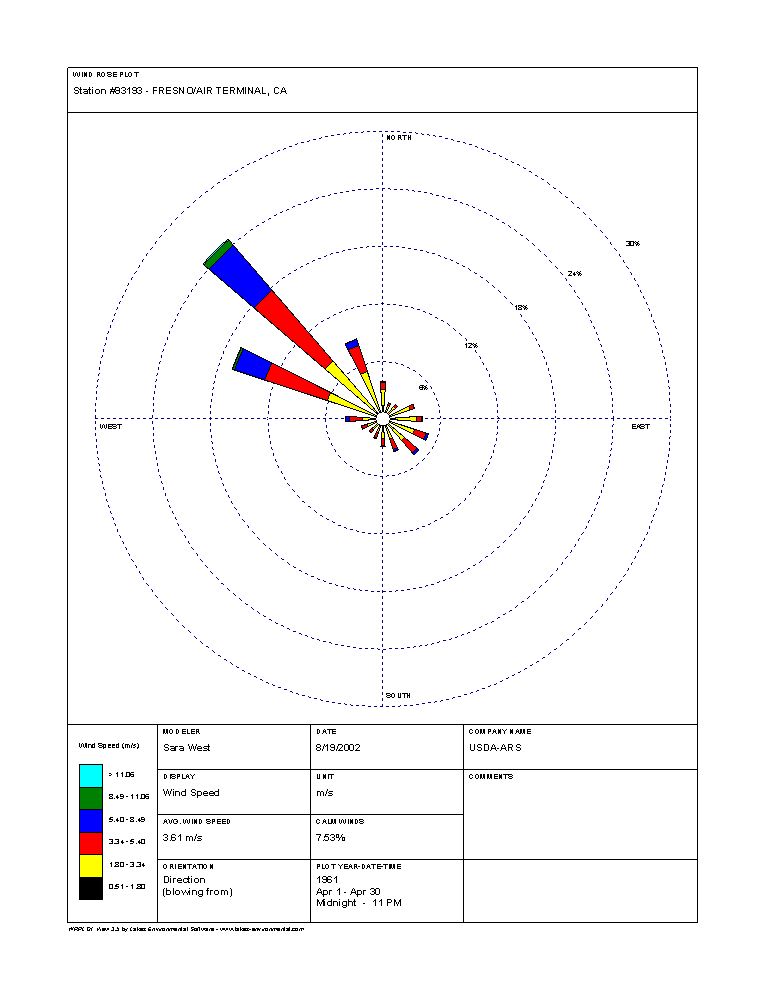
Роза ветров Международного аэропорта Фресно-Йосемити, Калифорния, 1961—1990 годы.

Роза ветров — графическое изображение частоты ветров каждого направления в данной местности, построенное в виде гистограммы в полярных координатах. Каждая черточка в кругу показывает частоту ветров в конкретном направлении, а каждый концентрический круг соответствует определенной частоте. Роза ветров может содержать и дополнительную информацию, например, каждая черточка может быть окрашена в различные цвета, соответствующие некоторому диапазона скорости ветра. Розы ветров чаще имеют 8 или 16 черточек, соответствующих основным направлениям, то есть северу (N), северо-западу (NW), западу (W) и т. д., или N, NNW, NW, NWW, W и т. д ., иногда число черточек составляет 32. Если частота ветра определенного направления или диапазона направлений значительно превышает частоту ветра в других направлениях, говорят о наличии преимущественных ветров в этой местности.

## Климатология

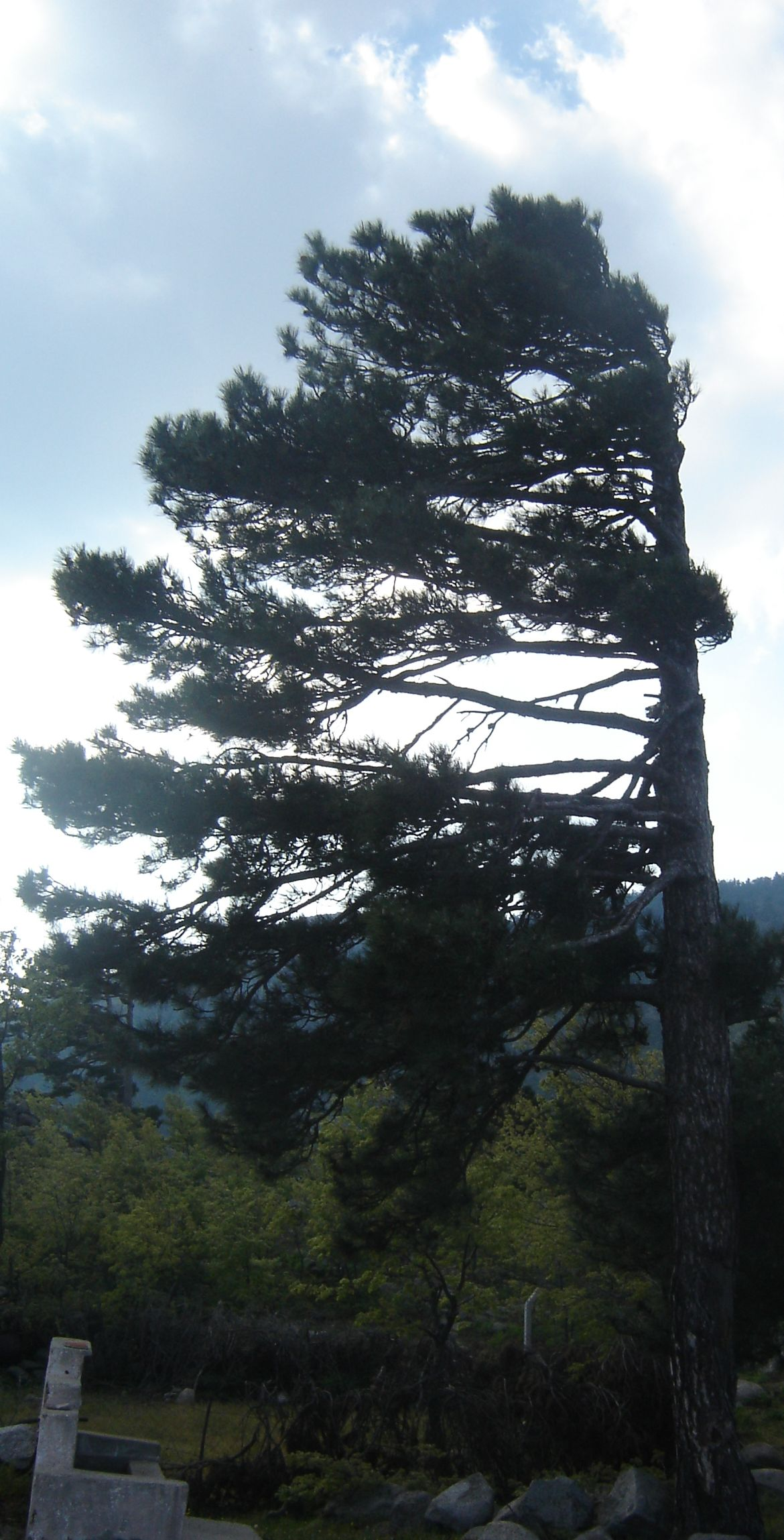
Влияние преобладающего ветра на хвойное дерево в западной Турции.

### Пассаты и их влияние
Основная статья: пассаты
Пассаты (англ. trade-winds или trades, «торговые ветры») — ветры восточного направления, дующие круглый год между тропиками, отделяясь друг от друга безветренной полосой. Эти ветры дуют преимущественно в северо-восточном направлении в северном полушарии и в юго-восточном в южном. Пассаты выступают в качестве руководящего потока для тропических циклонов, которые формируются над океанами, направляя их путь на запад. Также они переносят африканскую пыль на запад через Атлантический океан в Карибское море и частично на юго-восток Северной Америки.

### Западные ветры умеренного пояса и их влияние
Западные ветры умеренного пояса дуют в средних широтах между 35 и 65 градусами северной или южной широты, в направлении с запада на восток к северу от области высокого давления, направляя внетропические циклоны в соответствующем направлении. Причем сильнее дуют в зимнее время, когда давление над полюсами ниже, и слабее летом.
Западные ветры приводят к развитию сильных океанских течений в обоих полушариях, но особенно мощных в южном полушарии, где в средних широтах меньше суши. Западные ветры играют важную роль в переносе теплых экваториальных вод и воздушных масс на западные побережья континентов, особенно в южном полушарии из-за преобладания океанического пространства.

### Восточные ветры полярных районов
Основная статья: Восточные ветры полярных районов
Восточные ветры полярных районов — сухие холодные ветры, дующие из полярных областей высокого давления в более низкие широты. В отличие от пассатов и западных ветров, они дуют с востока на запад и зачастую являются слабыми и нерегулярными. Из-за низкого угла падения солнечных лучей холодный воздух накапливается и оседает, создавая области высокого давления, выталкивая воздух к экватору; этот поток отклоняется на запад благодаря эффекту Кориолиса.

## Влияние местных особенностей

### Морской бриз

Дневной и ночной бриз

В районах, где нет мощных воздушных течений, важным фактором в формировании преобладающих ветров является бриз. Днем море прогревается на бо’льшую глубину, чем суша, поскольку вода имеет бо’льшую удельную теплоемкость, но при этом гораздо медленнее, чем поверхность земли. Температура поверхности земли поднимается, и нагревается воздух над ней. Теплый воздух менее плотный и поэтому он поднимается вверх. Этот подъём снижает давление воздуха над землей примерно на 0,2 % (на высоте уровня моря). Холодный воздух над морем, имеющий более высокое давление, течет по направлению к земле с более низким давлением, создавая прохладный бриз вблизи побережья.
Сила морского бриза прямо пропорциональна разности температур суши и моря. Ночью земля остывает быстрее, чем океан — также из-за различий в их теплоемкости. Как только температура суши опускается ниже температуры моря, возникает ночной бриз — дующий с суши на море.

### Ветры в гористых районах

Подветренные волны

В местностях с неравномерным рельефом может значительно изменяться естественное направление ветра. В горных районах искажения воздушного потока более серьёзные. Над холмами и долинами возникают сильные восходящие и нисходящие потоки, вихри. Если в горной цепи есть узкий проход, ветер устремится через него с возросшей скоростью, по принципу Бернулли. На некотором удалении от нисходящего воздушного течения воздух может оставаться неустойчивым и турбулентным, что представляет особую опасность для взлетающих и садящихся самолетов.
В результате нагрева и охлаждения холмистых склонов в течение суток могут появляться потоки воздуха, похожие морской бриз. Ночью склоны холмов охлаждаются. Воздух над ними становится холоднее, тяжелее и опускается в долину под действием силы тяжести. Такой ветер называется горным бризом или стоковым ветром. Если склоны покрыты снегом и льдом, стоковый ветер будет дуть в низину в течение всего дня. Склоны холмов, не покрытые снегом, будут нагреваться в течение дня. Тогда образуются восходящие потоки воздуха из более холодной долины.

## Влияние на осадки

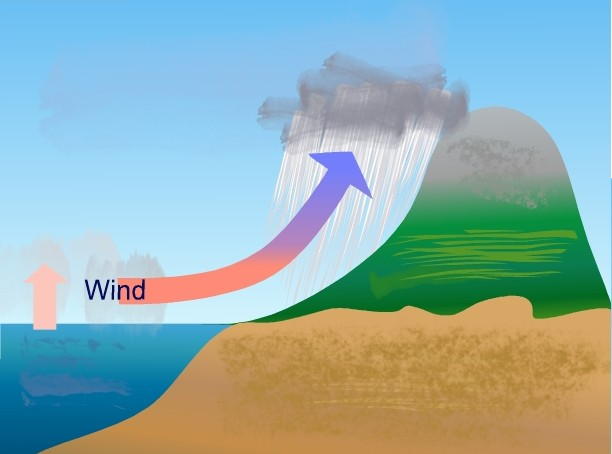
Схема орографических осадков

Преобладающие ветры оказывают значительное влияние на распределение осадков вблизи препятствий, таких как горы, которые должен преодолевать ветер. На наветренной стороне гор выпадают орографические осадки, обусловленные подъёмом воздуха вверх и его адиабатическим охлаждением, в результате чего влага, содержащаяся в нём, конденсируется и выпадает в виде осадков. Напротив, на подветренной стороне гор воздуха опускается вниз и нагревается, уменьшая таким образом относительную влажность и вероятность осадков, образуя дождевую тень. В результате, в горных районах с преобладающими ветрами наветренную сторону гор обычно характеризуется влажным климатом, а подветренную — засушливым.
Например, в Андах бо’льшая часть осадков выпадает на наветренном тихоокеанском склоне, в то время как на континенте, в Патагонии, образуется пустынный, засушливый климат.

## Влияние на природу
См. также: дюна, эрозия и насекомые

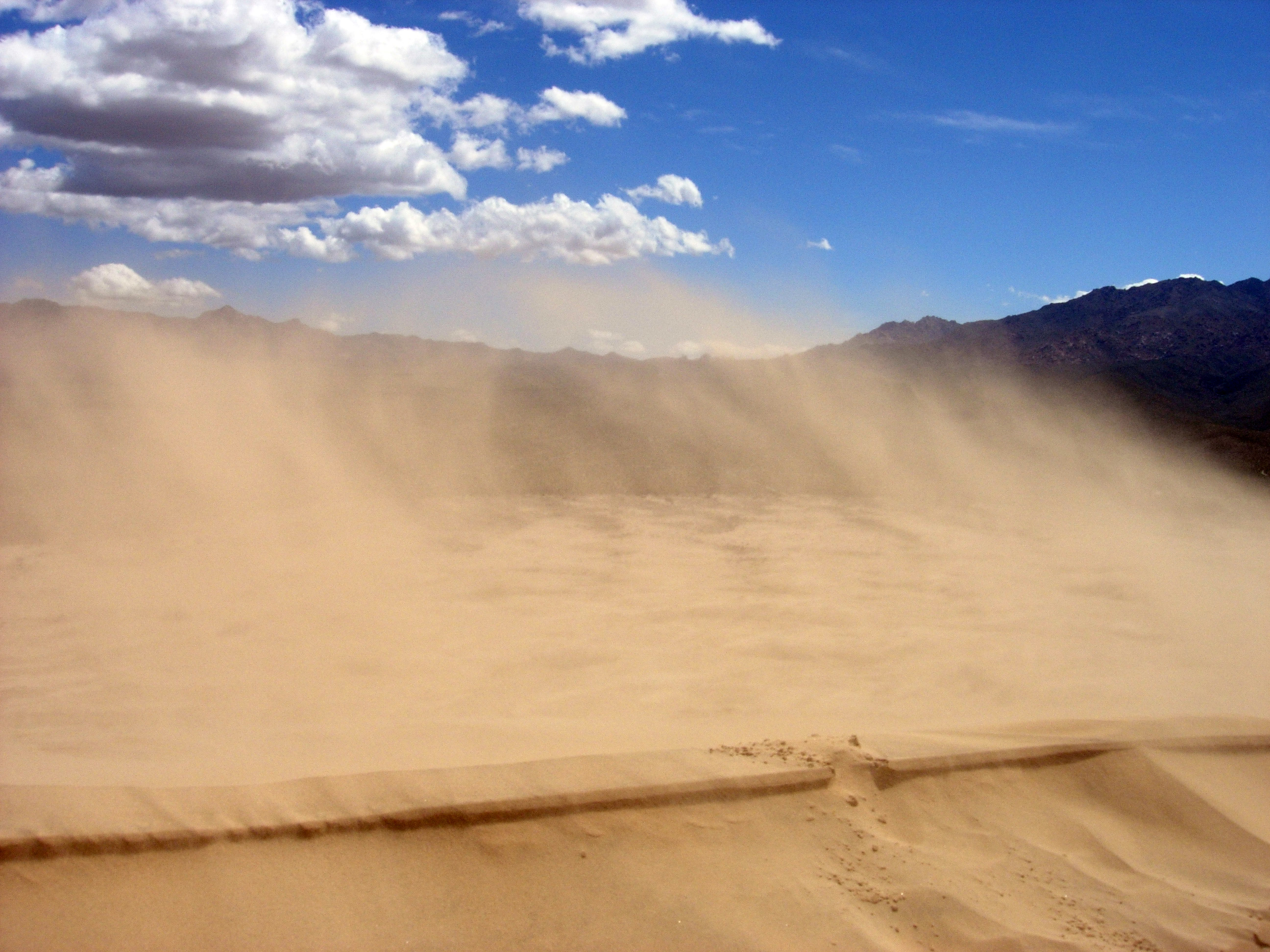
Ветер сдувает песок с вершины дюны в пустыне Мохаве, Калифорния.

Преимущественные ветры оказывают влияние и на живую природу, например, они переносят насекомых, тогда как птицы способны бороться с ветром и придерживаться своего курса. В результате, преобладающие ветры определяют направления миграции насекомых. Другим воздействием ветра на природу является эрозия. Для защиты от такой эрозии часто строят барьеры от ветра в виде насыпей, лесозащитных полос и других препятствий, ориентированных, для увеличения эффективности, перпендикулярно направлению преобладающих ветров. Преобладающие ветры также приводят к образованию дюн в пустынных районах, которые могут ориентироваться как перпендикулярно, так и параллельно направлению ветров.